# 阿杰罗拉
阿杰罗拉（義大利語：Agerola），是意大利那不勒斯省的一个市镇。总面积19.62平方公里，2009年人口7,394人，人口密度376.9人/平方公里。ISTAT代码为063003。